# Paraphlepsius orthana
Paraphlepsius orthana är en insektsart som beskrevs av Delong och Rauno E. Linnavuori 1978. Paraphlepsius orthana ingår i släktet Paraphlepsius och familjen dvärgstritar. Inga underarter finns listade i Catalogue of Life.